# Crocanthemum nashii
Crocanthemum nashii är en solvändeväxtart som först beskrevs av Britt., och fick sitt nu gällande namn av Barnh.. Crocanthemum nashii ingår i släktet Crocanthemum och familjen solvändeväxter. Inga underarter finns listade i Catalogue of Life.